# Wärmezähler
Ein Wärmezähler oder Wärmemengenzähler (WMZ) ist ein Messgerät zur Ermittlung der Wärmeenergie, welche Verbrauchern über einen Heizkreislauf zugeführt oder Wärmetauschern über einen Kühlkreislauf entnommen wird. Der Wärmezähler ermittelt die Wärmeenergie aus dem Volumenstrom des zirkulierenden Mediums und dessen Temperaturdifferenz zwischen Vorlauf und Rücklauf. Die gemessene Wärmeenergie wird im Allgemeinen in Gigajoule (GJ) oder Megawattstunden (MWh) angegeben, früher auch in Gigakalorien (Gcal).

Verteilung der Heizkosten mit Wärmezählern

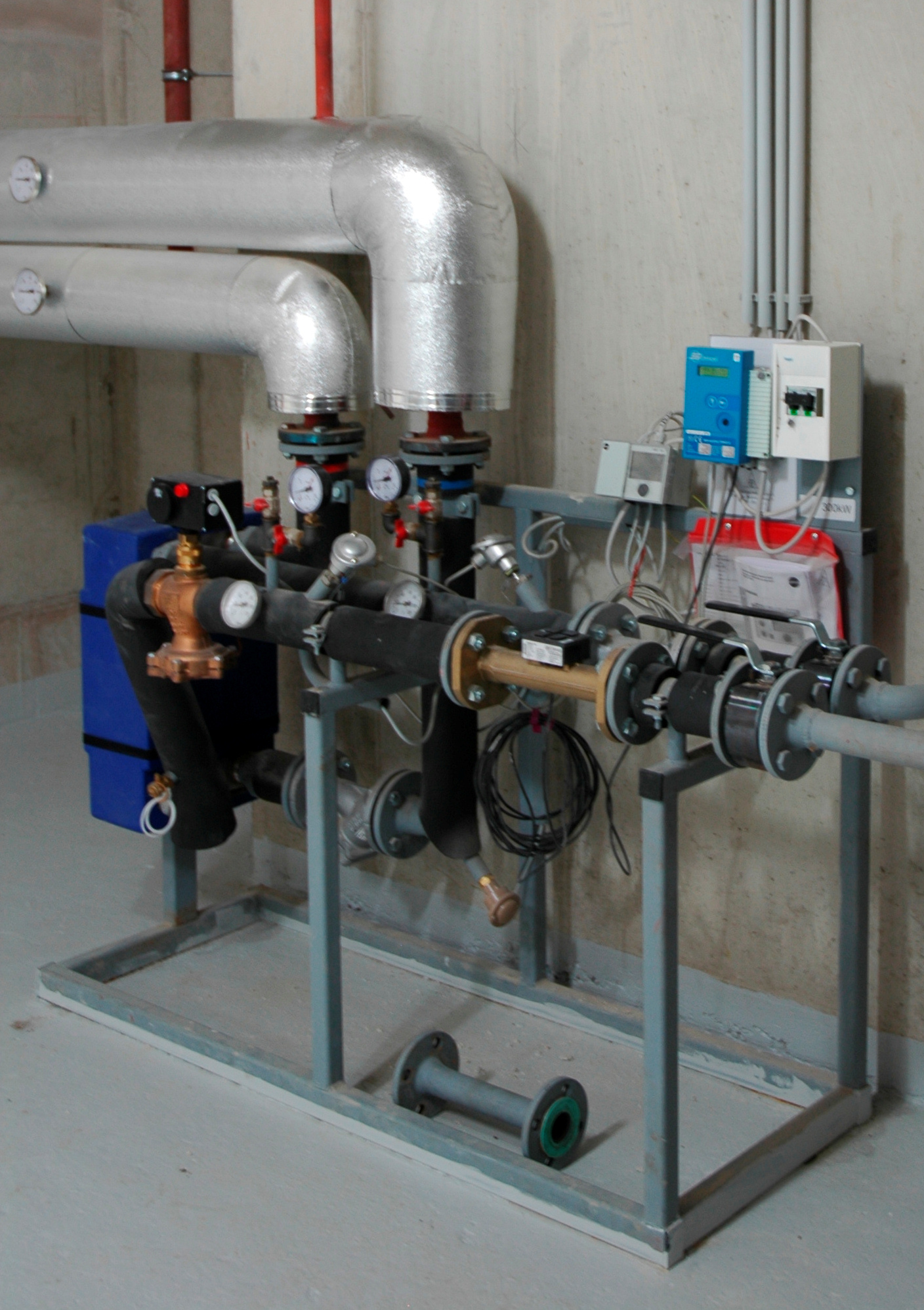
Wärmemengenzähler in einer Wärmeübergabestation für Fernwärme der EVN Wärme mit einer Leistung von 300 kW einer Wohnhausanlage. Am Boden liegt das Passstück, welches vor Einbau des Zählers eingebaut war. Rechts oben in blau-weiß: das Rechenwerk; mittig leicht rechts in bronze: der Ultraschall-Durchflusszähler

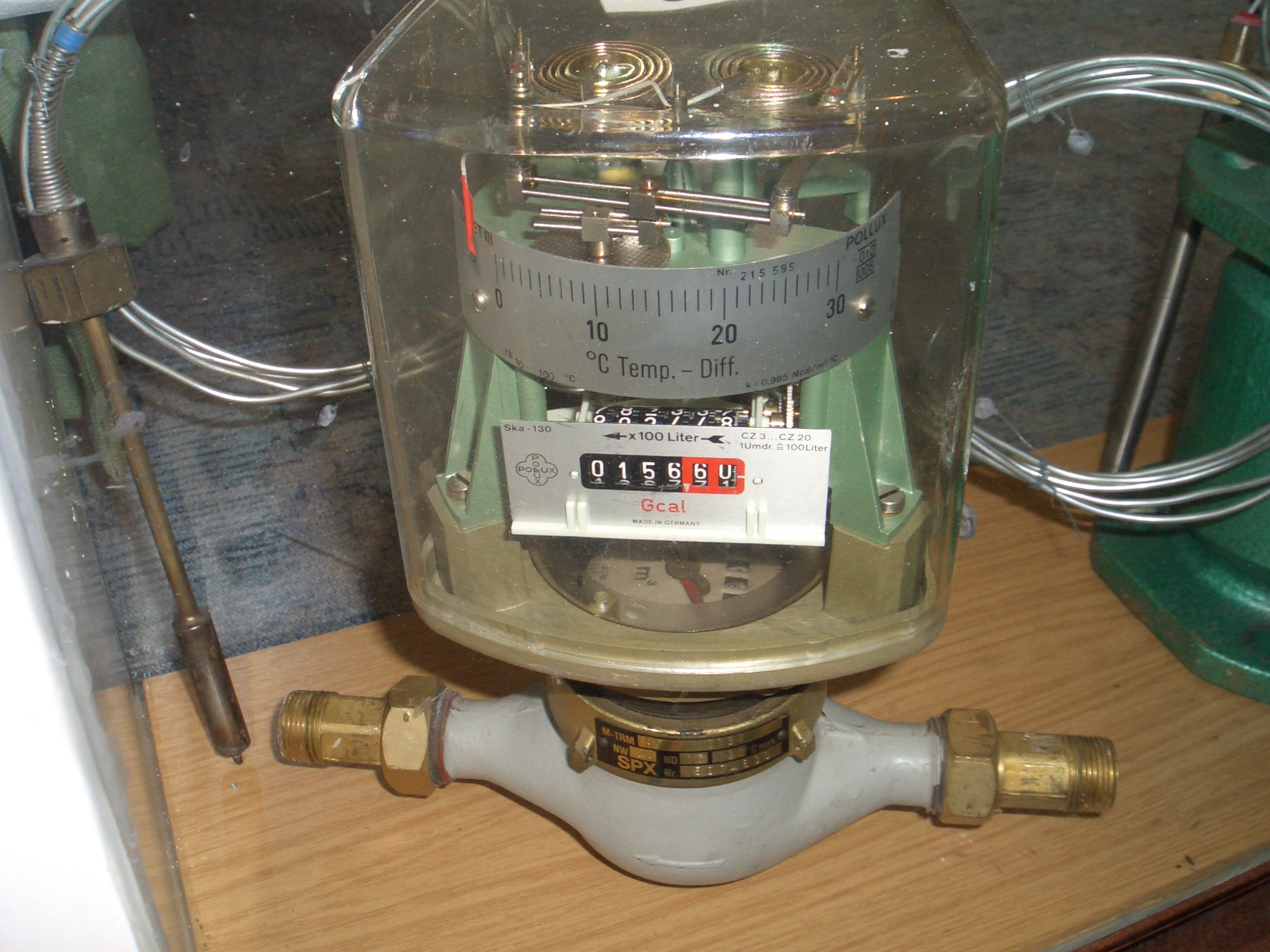
Mechanischer Wärmezähler (heute nicht mehr üblich, aber Wasserzähler als Volumenmessteil gut zu erkennen)

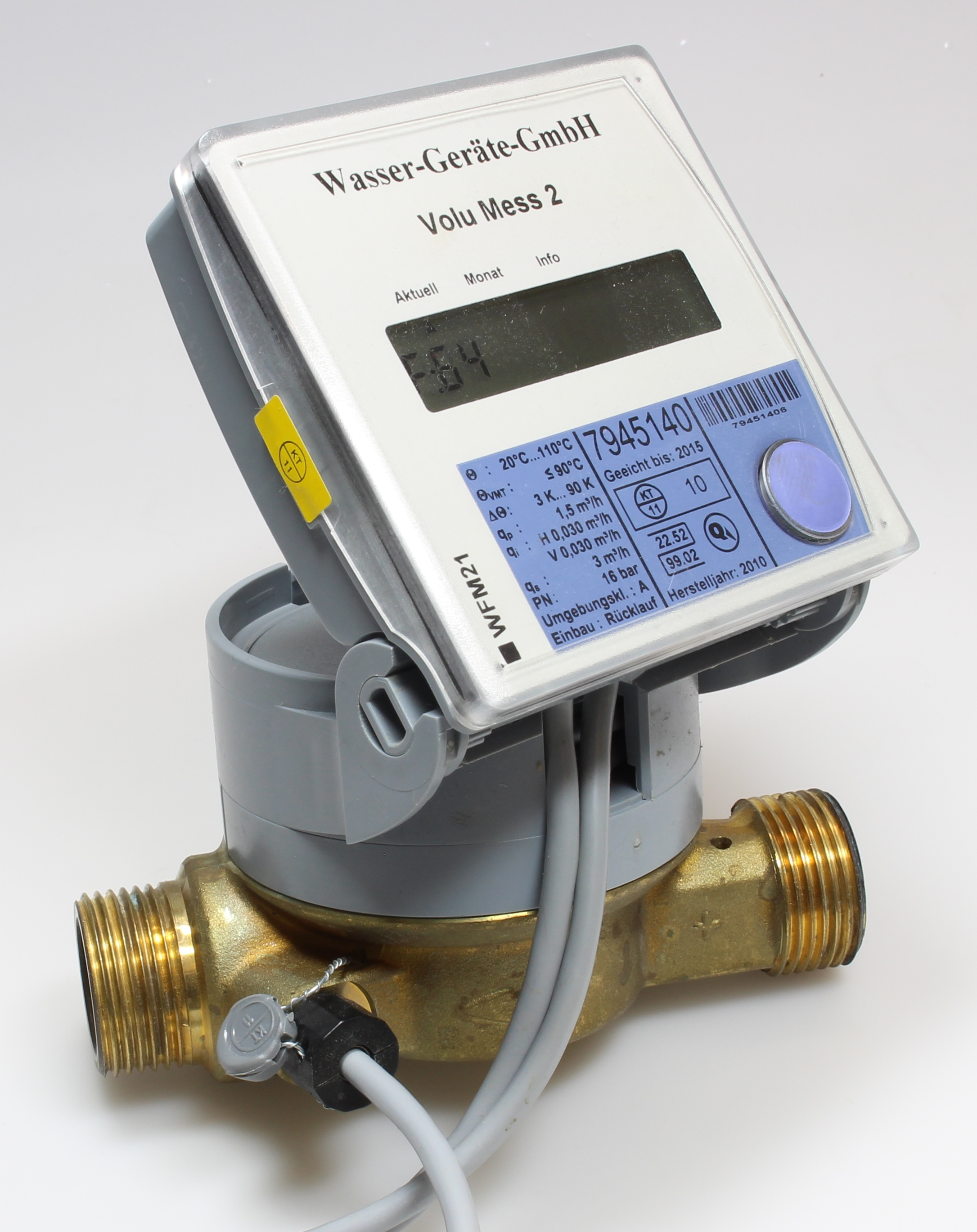
Elektronischer Wärmezähler

## Einsatz
Wärmezähler werden vor allem eingesetzt bei
- Hausanschlüssen der Fernwärmeversorgung durch Energieversorgungsunternehmen (Stadtwerke),
- Trennung von Nutzergruppen zwischen Gebäudeteilen (z. B. Läden und Wohnungen) oder Heizungsanlagenteilen (z. B. Heizung und Brauchwassererwärmung),
- einzelnen Wohnungen, wenn Heizkostenverteiler als preiswertere Alternative nicht in Frage kommen, z. B. bei Fußbodenheizung.
- Wärmepumpen um die abgegebene Wärmeleistung zu messen und zum Stromverbrauch ins Verhältnis setzen zu können (COP).

Weitere Anwendungsgebiete sind:
- Messung der entzogenen Wärme („abgegebenen Kälte“ oder besser Kältearbeit) einer Kälteanlage. Dabei ist darauf zu achten, dass die meist vorhandenen Frostschutz-Zusätze des Kältekreislaufs bei der Berechnung von Enthalpie und Dichte korrekt berücksichtigt werden.
- Überprüfung der Wirtschaftlichkeit von Solarthermie-Anlagen.

## Funktionsprinzip und Messung
Das Funktionsprinzip des Wärmezählers beruht auf der physikalischen Bestimmung der Wärmemenge {\displaystyle Q}, die bei Integration der ermittelten Wärmeleistung {\displaystyle {\dot {Q}}} über die Zeit {\displaystyle t} entsteht: Die Wärmeleistung berechnet sich nach der Formel:
(1)  {\displaystyle {\dot {Q}}={\dot {m}}\cdot c_{\text{W}}\cdot (\vartheta _{\text{HV}}-\vartheta _{\text{HR}})}
(2)  {\displaystyle {\dot {Q}}={\dot {V}}\cdot \rho \cdot c_{\text{W}}\cdot (\vartheta _{\text{HV}}-\vartheta _{\text{HR}})}
Für die Volumenstrommessung mittels Ultraschall gilt weiter:
(3)  {\displaystyle {\dot {Q}}=A\cdot v\cdot \rho \cdot c_{\text{W}}\cdot (\vartheta _{\text{HV}}-\vartheta _{\text{HR}})}
Die anschließende Integration ergibt die Wärmemenge:
(4)  {\displaystyle Q=\int {\dot {Q}}\,\mathrm {d} t}
mit:
{\displaystyle {\dot {Q}}} = Wärmeleistung (in MW oder kW)
{\displaystyle {\dot {m}}} = Massenstrom (kg⁄s)
{\displaystyle c_{\text{W}}} = spezifische Wärmekapazität des Wassers (kJ⁄(kg K); Wh⁄(kg K))
{\displaystyle \vartheta _{\text{HV}}} = Heizungsvorlauftemperatur (°C)
{\displaystyle \vartheta _{\text{HR}}} = Heizungsrücklauftemperatur (°C)
{\displaystyle {\dot {V}}} = Volumenstrom (l⁄s)
{\displaystyle \rho } = Dichte (kg⁄m³)
{\displaystyle A} = Rohrquerschnittsfläche (dm²)
{\displaystyle v} = Strömungsgeschwindigkeit (m⁄s; dm⁄s)
{\displaystyle Q} = Wärmemenge (MJ; kJ; kWh)
{\displaystyle t} = Zeit (s; h)
Wie aus der Formel (2) ersichtlich, müssen für die Erfassung der Wärmeleistung {\displaystyle {\dot {Q}}} der Volumenstrom {\displaystyle {\dot {V}}} sowie die Temperaturdifferenz {\displaystyle \Delta \vartheta } zwischen Heizungsvorlauf und Heizungsrücklauf gemessen werden, und es müssen die Dichte {\displaystyle \rho } und die spezifische Wärmekapazität {\displaystyle c_{\text{W}}} des Wassers bekannt sein. Wärmezähler bestehen deshalb aus einem Messgerät für den Volumenstrom (Durchflussmesser, Wasserzähler), einem Temperaturfühlerpaar und einem elektronischen Rechenwerk.
Bei der Ultraschallmessung wird anstelle des Volumenstromes die mittlere Strömungsgeschwindigkeit {\displaystyle {v}} zusammen mit dem Rohrquerschnitt {\displaystyle {A}} zum Ansatz gebracht.

## Messgerät
- Das Rechenwerk verknüpft die ankommenden Signale vom Volumenmessteil und den Temperaturfühlern und berücksichtigt die temperaturabhängigen Stoffwerte der Dichte {\displaystyle \rho } und der Wärmekapazität {\displaystyle c_{\text{W}}}. Die Integration im Rechenwerk liefert die Wärmemenge, die auf dem Display in einer auszuwählenden Einheit angezeigt wird. Zusätzliche Informationen können auf Wunsch abgerufen werden, wie beispielsweise der aktuelle Durchfluss, die Wärmeleistung oder eine akkumulierte Wärmemenge innerhalb einzugebender Stichtage.
- Die Temperaturfühler zur Erfassung des Heizungsvor- und -rücklaufs sind zumeist Platin-Widerstandsthermometer, welche im Kleinwärmezählerbereich fest integriert sind, oder bei größeren Einheiten von außen über spezielle Anschlussstücke angebracht werden können.
- Das Volumenstrom-messteil ist entweder mechanisch drehend oder statisch nach dem Ultraschallprinzip ausgeführt. Als mechanische Messteile kommen Flügelradzähler in einstrahliger oder mehrstrahliger Bauweise zum Einsatz sowie ein Woltmanzählwerk. Einstrahlige Zähler eignen sich als Kompaktzähler für kleine Messeinheiten, da schon geringe Volumenströme von etwa 1,5 l/h zuverlässig erfasst werden. Bei mehrstrahligen Zählern, wie sie in größeren Wohneinheiten zum Einsatz kommen, wird der auf das Rad strömende Volumenstrom durch Blenden aufgeteilt und das Flügelrad somit gleichmäßig belastet; dem erhöhten Druckverlust steht daher ein geringerer Verschleiß der Lagerachsen gegenüber. Mehrstrahlige Zähler kommen im größeren Nennweitenbereich zum Einsatz. Im gleichen Einsatzbereich werden Woltmanzähler verwendet, welche geringere Druckverluste aufweisen, da die Drehachse parallel der Strömung liegt. Es gibt sie für waagrechten Einbau (WS) und für den senkrechten Einbau (WP) in Steigesträngen.
- Ultraschallzähler nach dem Mitführungsprinzip machen sich den Umstand zunutze, dass zwischen zwei Reflektoren entgegenlaufende Schallwellen unterschiedliche Laufzeiten haben, womit sich eine Laufzeitdifferenz {\displaystyle \Delta t} ermitteln lässt. Diese ist proportional der mittleren Geschwindigkeit {\displaystyle {v}} der Rohrströmung, welche mit dem Rohrquerschnitt {\displaystyle {A}} multipliziert wiederum den Volumenstrom ergibt.

## Messfehler

Messfehler eines Volumenzählers

Die Messfehler eines Wärmezählers ergeben sich aus den Fehlern seiner Teilkomponenten.
Wie aus nebenstehendem Diagramm zu erkennen ist, sind die Messfehler des Volumenmessteils vom Durchfluss abhängig. Im Anlaufbereich {\displaystyle {\dot {V}}<{\dot {V}}_{\text{min}}} muss die Strömungsenergie die Lagerreibung überwinden, bis sich das Rad zu drehen beginnt und den Durchfluss feststellt. Hier treten die größten Messfehler auf, zu deren Vermeidung die Zähler so ausgelegt werden müssen, dass dieser Bereich sich im Betrieb nicht einstellt. Im Bereich {\displaystyle {\dot {V}}_{\text{min}}<{\dot {V}}<{\dot {V}}_{\text{T}}} ergeben sich Messfehler bis ±5 %, die durch einen kurz währenden Betrieb zu vermeiden sind. Volumenströme mit {\displaystyle {\dot {V}}_{\text{T}}<{\dot {V}}_{\text{max}}} stellen den idealen Durchflussbereich mit Fehlern kleiner ±2 % dar. Bei größeren Volumenströmen nehmen die dynamischen Kräfte quadratisch mit der Geschwindigkeit der Strömung zu, so dass die Lager extremen mechanischen Belastungen ausgesetzt werden und ein Dauerbetrieb zu vorzeitigem Ausfall des Bauteils führen kann. Auch ergeben sich zunehmend starke Strömungsgeräusche, die sich auf die Heizungsanlage übertragen und die Bewohner stören können. Ein weiterer Nachteil ist durch den erhöhten Druckverlust gegeben, welcher von der Pumpe wieder ausgeglichen werden muss.
Die Messung der Temperaturdifferenz ist ebenfalls mit einem Fehler behaftet, der bei geringen Temperaturdifferenzen leicht relativ groß werden kann. So kann bei einer Messungenauigkeit von ±0,3 K des Einzelfühlers die gemessene Temperaturdifferenz im Extremfall um 0,6 K zu hoch oder zu niedrig sein. Bei einer Temperaturdifferenz von 10 K liegt in diesem Fall der Fehler also schon bei 6 %.
Soll die momentane Wärmeleistung ermittelt werden, muss darauf geachtet werden, dass der Temperaturverlauf im Vor- und Rücklauf zeitlich stabil ist, also nicht gerade deutlich ansteigt oder abfällt. Das Volumenelement des kühleren Wassers im Rücklauf benötigt eine gewisse Zeit, um vom Rücklauf- zum Vorlaufthermometer zu kommen. Bei ansteigendem Temperaturniveau wird bei gleichzeitiger Messung der Temperaturen also eine zu niedrige Temperaturdifferenz angezeigt, denn erst die später gemessene Temperatur ergibt die wahre Temperaturdifferenz des aufgeheizten Volumenelementes und damit die momentane Wärmeleistung an. Die üblichen Wärmezähler integrieren (siehe oben) rechnerisch die Wärmeleistung über die Zeit und mitteln dabei die Fehler der bei Temperaturan- und -abstieg vorliegenden Augenblicksmessung wieder aus.

## Bauarten
Wärmezähler kommen in verschiedenen Bauarten vor, insbesondere als
- Kompaktwärmezähler: Rechenwerk und Volumenmessteil sind in einem Gehäuse (Rumpfkompaktwärmezähler) verbaut. Das Volumenmessteil kann als Ultraschalldurchflussmesser ausgeführt sein. Das Temperaturfühlerpaar wird von außen angeschlossen.
- Verbund von einem Volumenmessteil (meist ein Warmwasserzähler), einem Rechenwerk und einem Temperaturfühlerpaar
- Zusätzlich werden Wärmezähler mit Stichtagsmodulen ausgestattet, die zur Auslesung die Anwesenheit des Mieters nicht erforderlich machen, oder mit Funkmodulen in der Plug-and-Play-Technik sowie zur Fernübertragung der Verbrauchswerte.

## Installation
Temperaturfühler sollen wenigstens bis zur Mitte des durchströmten Rohrs oder Kanals reichen. 
Bei Rohren mit einem lichten Querschnitt von weniger als 25 mm sollte der Fühler in unmittelbarem Kontakt mit dem Medium stehen und nicht in eine Tauchhülse eingesetzt werden.

## Eichung
Werden Wärmezähler zur Abrechnung von Heizkosten eingesetzt, müssen sie in Deutschland auf Grund des Eichgesetzes geeicht sein. Bei der Eichung werden die Temperaturfühler erst einzeln geprüft und dann Paare mit zueinander passender Fehlerkennlinie gebildet, die nicht mehr getrennt werden dürfen. Die Volumenmessteile werden unabhängig davon geprüft. Erst zur Montage müssen alle Komponenten verbunden werden. Die Eichgültigkeit beträgt bei Wärmezählern seit 3. November 2021 sechs Jahre, zuvor waren es 5 Jahre. Danach ist eine Nacheichung erforderlich, die eine komplette Instandsetzung voraussetzt. Im Bereich der Haustechnik werden vorwiegend Einweggeräte verwendet, was aus Gründen der Ökologie fragwürdig ist.
Die derzeit gültige Eichverordnung (EO-AV) beinhaltet noch immer die Ausnahmeregelung (§ 8 Anhang A – 28 a+g), dass Wärmezähler ab 10 MW Wärmeleistung und Wasserzähler größer 2000 m³/h Durchfluss nicht (nach)geeicht werden müssen. Über Jahre können diese Zähler (auch zu Abrechnungszwecken) ungeprüft im Einsatz sein. Solche Wärmezähler findet man in großen Industrie-, Müllverbrennungsanlagen, Heizkraftwerken, Flughäfen, Kliniken, großen Immobilienkomplexen, Messen etc.

## Schnittstellen
Wärmezähler sind in der Regel mit elektrischen Schnittstellen ausgerüstet. Mit diesen Schnittstellen werden Messwerte an nachgelagerte Verarbeitungseinheiten weitergegeben. Die Schnittstellen sind bei den aktuellen Wärmezählern steckbar realisiert und können auf einen oder mehrere Messwerte programmiert werden.
- potentialfreier Kontakt, zur Übergabe von Impulsen
- S0-Schnittstelle nach DIN 43 864 zur Übergabe von Impulsen
- Analoge Schnittstellen 0–5 V oder 4–20 mA, zur Übergabe von analogen Messgrößen
- M-Bus (EN 13757-2 (physical and link layer) / EN 13757-3 (application layer))
- Andere proprietäre oder offene Schnittstellen (Kabelgebunden oder per Funk)

Bei den potentialfreien Kontakten und der S0-Schnittstelle werden in der Regel die momentane Leistung, kumulierte Leistung oder die Wassermenge als ein gewichteter Impuls übertragen, d. h. pro kWh oder m³ wird ein Impuls übertragen. Die nachfolgenden Einheiten kumulieren die Impulse und generieren anschließend einen darstellbaren Wert.
Analoge Schnittstellen werden für die Übertragung von Momentanwerten genutzt. Als Messwerte können die aktuelle Leistung und der aktuelle Durchfluss des Wassers verwendet werden.
Die M-Bus-Schnittstelle ist eine serielle Computerschnittstelle, die im Master-Slave-Verfahren arbeitet. Sämtliche im Zähler erfassten und generierten Werte werden in einem Telegramm übertragen.

## Weitere Verbrauchsmesser
- Wasserzähler
- Gaszähler
- Elektrizitätszähler